# FK Ozren Semizovac
FK Ozren je bosanskohercegovački nogometni klub iz Semizovca u općini Vogošća.
U sezoni 2006./07. su se plasirali u Prvu ligu FBiH iz koje su ispali nakon dvije sezone (2007./08. – 9. mjesto; 2008./09. – 16. mjesto). Ubrzo, u sezoni 2011./12., zauzimaju 14. mjesto u Drugoj ligi – Centar, te ispadaju u niži rang natjecanja – sarajevsku županijsku ligu.